# Zed S. Stanton

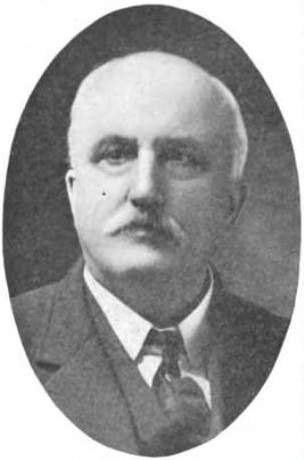
Zed S. Stanton

Zedekiah Silloway Stanton (* 1. Mai 1848 in Roxbury, Vermont; † 15. August 1921 ebenda), war ein US-amerikanischer Anwalt, Richter und Politiker, der von 1902 bis 1904 Vizegouverneur von Vermont war.

## Leben
Zed S. Stanton wurde in Roxbury, Vermont als Sohn von George B. Stanton und Lucretia Silloway geboren. Er wurde nach seinem Großvater mütterlicherseits genannt. Die Schule besuchte er in Roxbury und erwarb seinen High-School-Abschluss in Northfield. Stanton arbeitete für die Central Vermont Railway und unterrichtete mehrere Jahre an einer Schule. Zusammen mit Frank Plumley und zwei anderen örtlichen Anwälten studierte er Rechtswissenschaften. Er erhielt seine Zulassung als Anwalt und arbeitete als solcher in Roxbury.
Stanton war in der Vermonter Republikanischen Partei aktiv und übte mehrere öffentliche Ämter aus. Er war Friedensrichter, Moderator der Stadtversammlung, Stadtschreiber, Schatzmeister, Schulrat und Mitglied des Schulausschusses. Auch war er von 1884 bis 1888 Side Judge im Washington County.
Abgeordneter im Repräsentantenhaus von Vermont war er im Jahr 1884 und erneut 1886. Von 1890 bis 1896 hatte er das Amt des Staatsanwalts von Washington County inne. Als staatlicher Eisenbahn-Kommissar arbeitete er von 1896 bis 1898 und war Vorsitzender dieser Kommission von 1897 bis 1898. Die Wahl zum Senat von Vermont gewann Stanton im Jahr 1900 und 1902 die Wahl zum Vizegouverneur von Vermont. Seine Amtszeit endete 1904. Da diese Wahl aufgrund einer örtlichen Wahlmöglichkeit ein Drei-Wege-Rennen war, erhielt Stanton mit 47,2 % nicht die Mehrheit der Stimmen, wie in der Verfassung von Vermont gefordert. Deshalb wurde er offiziell von der Vermonter Legislative gewählt.
1908 musste sich Stanton in der Wahl zum Gouverneur knapp George H. Prouty geschlagen geben.
Danach wurde er von der Vermonter Generalversammlung gewählt um als Richter am Washington County Superior Court zu arbeiten. Dieses Amt übte er bis zu seinem Tod aus.
Stanton starb in Roxbury am 15. August 1921. Sein Grab befindet sich auf dem Roxbury Cemetery.

## Sonstiges
Im Jahr 1895 erhielt Stanton den Ehrendoktor der Norwich University.